# Lefebvrea
Genre
Lefebvrea est un genre de plantes à fleurs de la famille des Apiaceae.

## Liste d'espèces
Selon Catalogue of Life (13 septembre 2017) :
- Lefebvrea abyssinica A. Rich.
- Lefebvrea angustisecta Engl.
- Lefebvrea atropurpurea (Steud. ex A. Rich.) Winter
- Lefebvrea brachystyla Hiern ex Oliv.
- Lefebvrea camerunensis (Jacq.-Fél.) Cheek & I.Darbysh.
- Lefebvrea droopii C.C. Townsend
- Lefebvrea grantii (Kingston ex Oliv.) S. Droop
- Lefebvrea kupensis (I.Darbysh. & Cheek) Cheek & I.Darbysh.
- Lefebvrea longipedicellata Engl.
- Lefebvrea oblongisecta (C.C. Townsend) Winter
- Lefebvrea stenosperma (C.C. Townsend) Winter
- Lefebvrea tenuis (C.C. Townsend) Winter

Selon NCBI (13 septembre 2017) :
- Lefebvrea abyssinica
- Lefebvrea brevipes
- Lefebvrea grantii

Selon The Plant List (13 septembre 2017) :
- Lefebvrea abyssinica A.Rich.
- Lefebvrea angustisecta Engl.
- Lefebvrea atropurpurea (A. Rich.) P. Winter
- Lefebvrea brachystyla Hiern
- Lefebvrea droopii C.C. Towns.
- Lefebvrea grantii (Kingston ex Oliv.) S.Droop
- Lefebvrea longipedicellata Engl.
- Lefebvrea nigeriae H.Wolff
- Lefebvrea oblongisecta (C.C. Towns.) P. Winter
- Lefebvrea tenuis (C.C. Towns.) P. Winter

Selon Tropicos (13 septembre 2017) (Attention liste brute contenant possiblement des synonymes) :
- Lefebvrea abyssinica A. Rich.
- Lefebvrea angolensis Welw. ex Ficalho
- Lefebvrea angustisecta Engl.
- Lefebvrea atropurpurea (A. Rich.) P.J.D. Winter
- Lefebvrea benguelensis Engl.
- Lefebvrea brachystyla Hiern
- Lefebvrea brevipes H. Wolff
- Lefebvrea droopii C.C. Towns.
- Lefebvrea grantii S. Droop
- Lefebvrea longipedicellata Engl.
- Lefebvrea microcarpa H. Wolff
- Lefebvrea naegeleana H. Wolff
- Lefebvrea nigeriae H. Wolff
- Lefebvrea oblongisecta (C.C. Towns.) P.J.D. Winter
- Lefebvrea serrata H. Wolff
- Lefebvrea stenosperma P.J.D. Winter
- Lefebvrea stuhlmannii Engl.
- Lefebvrea tenuis (C.C. Towns.) P.J.D. Winter
- Lefebvrea welwitschii Engl.
- Lefebvrea zenkeri Engl.